# Silvana Bucher
Silvana Bucher est une fondeuse suisse, née le 3 février 1984 à Malters.

## Biographie
Elle débute en Coupe du monde en mars 2006 à Oslo, endroit même où elle obtient son meilleur résultat en mars 2010 avec une 6e place en sprint (finaliste).
Aux Jeux olympiques d'hiver de 2010, elle est 17e du sprint par équipes.
Elle participe aux Championnats du monde en 2007 et 2011.
Elle arrête sa carrière sportive en 2012.

## Palmarès

### Coupe du monde
- Meilleur classement général : 65e en 2008 et 2010.

### Championnats du monde des moins de 23 ans
- Médaille d'or du dix kilomètres libre en 2007.